# C'è Sartana... vendi la pistola e comprati la bara
C'è Sartana… vendi la pistola e comprati la bara é uma produção cinematográfica italiana do gênero Western spaghetti de 1970, dirigida por Giuliano Carnimeo. É o único filme oficial da série Sartana, inaugurada em 1968, estrelado por George Hilton.

## Trama
Numa violenta cidade do velho oeste, diversos bandidos, mercenários e aventureiros tentam se apossar de uma grande quantia em ouro. Entre eles está o pistoleiro Sartana (George Hilton) e seus oponentes, um banqueiro corrupto (Piero Lulli), um louco bandito mexicano (Nello Pazzafini) e dois irmãos psicóticos, interpretados pela dupla Rick Boyd e Luciano Rossi. Um excêntrico personagem chamado Sabata também disputa o tesouro, com seus hábitos estranho de vestir-se de branco e beber chá o tempo todo. O uruguaio Jorge Hill, em arte George Hilton, assume o papel de Sartana, popular personagem do spaghetti-western, antes interpretado por Gianni Garko em outros filmes, também dirigidos por Giuliano Carnimeo, o qual assina sob o pseudônimo Antony Ascott. Dessa vez há uma certa dose de humor, característica que marcaria muitos faroestes italianos desse período. Repare no sobrenome do ator que interpreta Sabata: Charles Southwood, uma mais do que óbvia referência ao maior astro do Western spaghetti, o americano Clint Eastwood.

## Elenco
- George Hilton — Sartana
- Charles Southwood — Sabata
- Erika Blanc — Trixie
- Piero Lulli — Samuel Spencer
- Linda Sini — Esposa de Mantas
- Nello Pazzafini — Mantas
- Carlo Gaddi — Baxter
- Aldo Barberito — Angêlo
- Carlo Gaddi — Baxter
- Aldo Barberito — Angêlo
- Rick Boyd — Joe
- Luciano Rossi — Flint